# Levi Malungu
Levi Malungu (12 juni 2002) is een Belgisch voetballer met Congolese roots die onder contract ligt bij Sporting Charleroi. Malungu is een verdediger.

## Carrière
Malungu ruilde de jeugdopleiding van Standard Luik in 2019 voor die van Sporting Charleroi. Op 30 januari 2021 maakte hij zijn officiële debuut in het eerste elftal van laatstgenoemde club: in de competitiewedstrijd tegen KV Kortrijk mocht hij in de 76e minuut invallen voor Ognjen Vranješ. Twee maanden later viel hij uit met een meniscusblessure.
Op 31 januari 2022 werd Malungu tot het einde van het seizoen verhuurd aan MVV Maastricht. Vijf dagen later maakte hij zijn officiële debuut voor MVV: op de 25e competitiespeeldag liet trainer Klaas Wels hem in de 60e minuut invallen voor Tim Zeegers. MVV stond toen 0-4 achter tegen VVV-Venlo en zou uiteindelijk zelfs met 0-5 verliezen. Daarna kreeg hij nog twee invalbeurten van een handvol minuten: op de 26e competitiespeeldag viel hij tegen ADO Den Haag (2-3-winst) in de 85e minuut in voor Matteo Waem, en op de 29e speeldag viel hij tegen NAC Breda (1-2-nederlaag) in de 90e minuut in voor Lars Schenk.

## Clubstatistieken
| Seizoen         | Club               | Land               | Competitie              | Competitie | Competitie | Beker | Beker | Supercup | Supercup | Europees | Europees | Totaal | Totaal |
| Seizoen         | Club               | Land               | Competitie              | Wed.       | Dlp.       | Wed.  | Dlp.  | Wed.     | Dlp.     | Wed.     | Dlp.     | Wed.   | Dlp.   |
| --------------- | ------------------ | ------------------ | ----------------------- | ---------- | ---------- | ----- | ----- | -------- | -------- | -------- | -------- | ------ | ------ |
| 2020/21         | Sporting Charleroi | Vlag van België    | Jupiler Pro League      | 1          | 0          | 0     | 0     | —        | —        | 0        | 0        | 1      | 0      |
| 2021/22         | Sporting Charleroi | Vlag van België    | Jupiler Pro League      | 0          | 0          | 0     | 0     | —        | —        | —        | —        | 0      | 0      |
| 2021/22         | → MVV Maastricht   | Vlag van Nederland | Keuken Kampioen Divisie | 3          | 0          | 0     | 0     | —        | —        | —        | —        | 3      | 0      |
| Carrière totaal | Carrière totaal    | Carrière totaal    | Carrière totaal         | 4          | 0          | 0     | 0     | 0        | 0        | 0        | 0        | 4      | 0      |

Bijgewerkt op 16 juni 2022.